# Numere prietene
Numerele prietene sau amiabile sunt perechile de numere în care fiecare număr în parte este suma divizorilor (toți divizorii proprii și 1) celuilalt număr (cu alte cuvinte fiecare număr este suma alicotă a celuilalt număr).
Primele seturi de numere prietene sunt (220, 284), (1184, 1210), (2620, 2924), (5020, 5564), (6232, 6368). Se spune că Pitagora la întrebarea cine este Prietenul? a răspuns: "Acela care este alt eu, ca numerele 220 și 284".
Divizorii lui 220 sunt 1, 2, 4, 5, 10, 11, 20, 22, 44, 55 și 110, iar suma acestora este 284.
Divizorii lui 284 sunt 1, 2, 4, 71 și 142, iar suma acestora este 220.                                                                                                    